# The Masses Against the Classes
"The Masses Against the Classes" là một bài hát của ban nhạc rock người xứ Wales Manic Street Preachers, phát hành dưới dạng đĩa đơn số lượng có hạn vào tháng 1 năm 2000. Đây là một đĩa đơn đứng độc lập và không nằm trong bất kì album phòng thu nào của ban nhạc, nhưng đã bị xóa khỏi nguồn cung bán sỉ vào ngày phát hành. Mặc dù bị xóa vào ngày phát hành, đĩa đơn vẫn giành thứ hạng cao nhất – vị trí quán quân trên UK Singles Chart.

## Bối cảnh
Tựa đề ca khúc được lấy từ câu trích dẫn của thủ tướng Anh ở thế kỉ 19 William Ewart Gladstone ("All the world over, I will back the masses against the classes"). Đĩa đơn mở đầu với câu trích dẫn của Noam Chomsky và khép lại với câu trích dẫn của Albert Camus. Bìa đĩa có hình quốc kỳ Cuba nhưng không có ngôi sao, một dấu ấn về tư tưởng chính trị chủ nghĩa xã hội của nhóm. Ban nhạc đã thể hiện bài hát tại Havana, thủ đô Cuba vào tháng 2 năm 2001 cho đến nhà hát bán cháy vé của Karl Marx, trong đó Fidel Castro cũng góp mặt trong các khán giả theo dõi. The Manics gặp ông chỉ 30 phút trước khi họ chuẩn bị biểu diễn.

## Phát hành
Đĩa đơn bán được 76.000 bản trong tuần đầu tiên và giành vị trí quán quân UK Singles Chart vào ngày 6 tháng 1 năm 2000, đồng thời trụ 9 tuần trên bảng xếp hạng. Đây là đĩa đơn quán quân mới đầu tiên của năm 2000 trên UK Chart và soán ngôi "I Have a Dream" / "Seasons in the Sun" của Westlife khỏi vị trí dẫn đầu sau 4 tuần nắm giữ kể từ ngày 25 tháng 12 năm 1999. Ca khúc còn giành vị trí thứ 7 tại Ireland trong khi thành công lớn tại Phần Lan khi đạt vị trí số 4 và trụ 4 tuần trên bảng xếp hạng. Tại Na Uy vị trí cao nhất bài hát giành được là thứ 12 và góp mặt trong 2 tuần. Đây còn đĩa đơn duy nhất của Manic Street Preachers xếp hạng tại Pháp khi đứng ở hạng 157.

## Danh sách bài hát
Tất cả phần nhạc do James Dean Bradfield và Sean Moore sáng tác; ngoại trừ nơi chú giải. Tất cả phần lời do Nicky Wire viết; ngoại trừ nơi chú giải.
1. "The Masses Against the Classes" – 3:23
2. "Close My Eyes" – 4:27
3. "Rock and Roll Music" (nhạc và lời: Chuck Berry) – 2:53

## Xếp hạng
| Xếp hạng (2000)                    | Vị trí cao nhất |
| ---------------------------------- | --------------- |
| Phần Lan (Suomen virallinen lista) | 4               |
| Pháp (SNEP)                        | 157             |
| Ireland (IRMA)                     | 7               |
| Na Uy (VG-lista)                   | 12              |
| Scotland (OCC)                     | 1               |
| Anh Quốc (OCC)                     | 1               |

### Diễn biến xếp hạng trên UK Chart
| Vị trí | 1 | 4 | 20 | 39 |